# 加勒特 (印地安納州)
加勒特（英語：Garrett）是一個位於美國印地安納州迪卡爾布縣的城市。

## 地理
加勒特的座標為41°20′52″N 85°08′01″W / 41.34778°N 85.13361°W，而該地的平均海拔高度為268米（即879英尺）。

## 人口
根據2010年美國人口普查的數據，加勒特的面積為9.98平方千米，當中陸地面積為9.98平方千米，而水域面積為0.00平方千米。當地共有人口6,286人，而人口密度為每平方千米629.86人。